# Myleus tiete
Myleus tiete är en fiskart som först beskrevs av Eigenmann och Norris, 1900.  Myleus tiete ingår i släktet Myleus och familjen Characidae. Inga underarter finns listade i Catalogue of Life.